# Tarródi Szigritz Géza
Tarródi Szigritz Géza (született: Tarródy) (Krivány, 1907. január 18. – Eger, 1949. december 12.) Európa-bajnoki ezüst- és bronzérmes magyar bajnok úszó, olimpikon.

## Élete
Az 1926-os úszó-Európa-bajnokságon 4 × 200 méteres gyorsúszás váltóban ezüstérmes lett. Versenytársai Bitskey Zoltán, Wanié András és Bárány István voltak. A következő, 1927-es úszó-Európa-bajnokságon szintén 4 × 200 méteres gyorsúszás váltóban bronzérmes lett. Versenytársai Wanié Rezső, Wanié András és Bárány István voltak.
Az 1928. évi nyári olimpiai játékokon kettő úszószámban indult. 400 méteres gyorsúszásban, amiben kiesett az első selejtezőkörben és a 4 × 200 méteres gyorsúszás váltóban, ahol 4. lett.